# Valencia Semanal
Valencia Semanal fou un setmanari publicat majoritàriament a València i la seua àrea metropolitana entre desembre de 1977 i juny de 1980.
Estigué dirigit per Amadeu Fabregat i representà un important paper durant aquells anys de la Transició sobretot pel que fa a la lluita contra el món blaver i l'extrema dreta violenta del País Valencià. Aparegué per primera vegada als quioscos el 10 de desembre de 1977 de la mà principal dels seus impulsors: el director de publicacions Amadeu Fabregat; l'ex-membre d'Unió Democràtica del País Valencià (UDPV) i posterior director de l'Institut Català de les Finances en el govern de Convergència i Unió, Ernest Sena; l'administrador de la publicació, José Luís Guardiola Gilabert; i Paco Carrasco, que ocupà el càrrec inicial de director-gerent fins a la venda de la publicació en maig de 1979. Participaren molts dels millors periodistes i escriptors que ha donat el territori valencià en la seua història, nodrint, després del seu pas per VS, molts dels mitjans de comunicació valencians i espanyols. Josep Vicent Marqués, Rosa Solbes, Josep Lluís Torró, Rafael Ventura, Lluís Sirera, Carmen Raneda, Ferran Belda, Javier Valenzuela, Miguel Ángel Villena, Jesús Sanz, Salvador Barber, Enrique Cerdán Tato, Ernest Lluch, Toni Mestre, Josep Piera, Pilar López Surroca, José Manuel Gironés, Montserrat Roig, Pere Miquel Campos.